# ATC (A14)
Jest to część klasyfikacji anatomiczno-terapeutyczno-chemicznej:
- A – Przewód pokarmowy i metabolizm
  - A 01 – Preparaty stomatologiczne
  - A 02 – Leki stosowane w chorobach związanych z nadmierną kwasowością soku żołądkowego
  - A 03 – Leki stosowane w czynnościowych zaburzeniach przewodu pokarmowego
  - A 04 – Leki przeciwwymiotne i przeciw nudnościom
  - A 05 – Leki stosowane w chorobach dróg żółciowych i wątroby
  - A 06 – Leki przeczyszczające
  - A 07 – Leki przeciwbiegunkowe, przeciwzapalne i przeciwdrobnoustrojowe stosowane w chorobach przewodu pokarmowego
  - A 08 – Leki przeciw otyłości z wyłączeniem preparatów dietetycznych
  - A 09 – Leki poprawiające trawienie (włącznie z enzymami)
  - A 10 – Leki stosowane w cukrzycy
  - A 11 – Witaminy
  - A 12 – Preparaty uzupełniające niedobór składników mineralnych
  - A 13 – Leki wzmacniające
  - A 14 – Leki anaboliczne do stosowania ogólnego
  - A 15 – Leki zwiększające apetyt
  - A 16 – Inne leki działające na przewód pokarmowy i metabolizm

## A 14 A – Steroidy anaboliczne
- A 14 AA – Pochodne androstanu
  - A 14 AA 01 – androstanolon
  - A 14 AA 02 – stanozolol
  - A 14 AA 03 – metandienon
  - A 14 AA 04 – metenolon
  - A 14 AA 05 – oksymetolon
  - A 14 AA 06 – kwinbolon
  - A 14 AA 07 – Prasteron
  - A 14 AA 08 – oksandrolon
  - A 14 AA 09 – noretandrolon
- A 14 AB – Pochodne estrenu
  - A 14 AB 01 – nandrolon
  - A 14 AB 02 – etylestrenol
  - A 14 AB 03 – cypionian oksabolonu

## A 14 B – Inne leki anaboliczne
Aktualnie w klasyfikacji ATC nie ma leków w tej kategorii